# Dave Mirra
David Michael "Dave" Mirra' (Rochester, 4 de abril de 1974 – Greenville, 4 de fevereiro de 2016) foi um atleta de BMX e empresário norte-americano. Mirra deteve o recorde de mais medalhas de X Games, mas foi superado por Bob Burnquist.
Em 2008 foi segundo colocado no Big Air BMX e terceiro no Rally Car Racing dos X-Games. Foi patrocinado pela Haro Bikes desde meados dos anos 1990 antes de criar sua própria marca de bicicletas.
Mirra foi um dos vencedores do Race Across America de 2014.
No dia 4 de fevereiro de 2016, por volta das 4:00 (da manhã), o atleta veio a falecer, aos 41 anos de idade, em razão de um suposto suicídio, na cidade de Greenville, no Estado da Carolina do Norte, EUA. Seu corpo foi encontrado com marca de um ferimento de bala. Nesta ocasião, Mirra estava na Cidade natal a visita de amigos. À data de seu falecimento, era apresentador do programa Real World/Road Rules Challenge, da MTV dos Estados Unidos. Dave deixou duas filhas e esposa.